# Oblężenie Sewastopola (1941–1942)

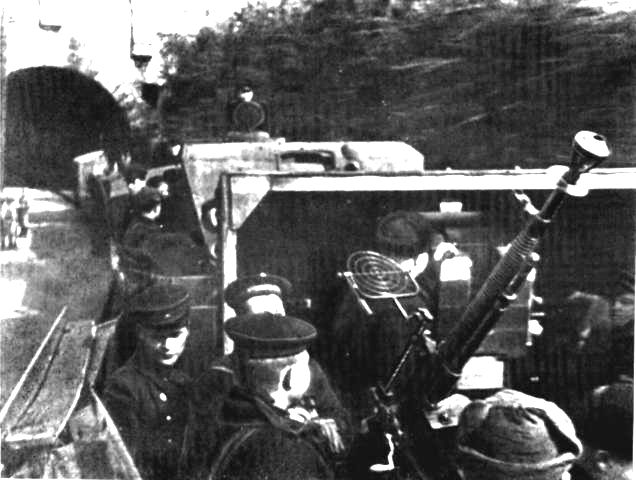
Żołnierze radzieckiego pociągu pancernego obsługujący karabin maszynowy DSzK podczas walk o Sewastopol, wiosna 1942 roku

Oblężenie Sewastopola (ros. Оборона Севастополя) – oblężenie miasta Sewastopol przez wojska niemiecko-rumuńskie, mające miejsce między 30 października 1941 a 4 lipca 1942 roku na froncie wschodnim podczas II wojny światowej. 22 czerwca 1941 roku państwa Osi zaatakowały Związek Radziecki. Oddziały niemiecko-rumuńskie dotarły do Krymu jesienią 1941 roku i zajęły większość półwyspu, z wyjątkiem Sewastopola. Wojska niemiecko-rumuńskie przeprowadziły wiele ataków w październiku i listopadzie 1941 roku, mających na celu zdobycie Sewastopola. Większe uderzenie było planowane na koniec listopada, jednak ciężkie opady deszczu opóźniły atak państw Osi do 17 grudnia 1941 roku. Oddziały Ericha von Mansteina nie były w stanie zająć miasta z powodu zaciętego oporu wojsk radzieckich. W grudniu 1941 roku Rosjanie rozpoczęli operację desantową na Półwyspie Kerczeńskim w celu zniesienia oblężenia i zmuszenia sił niemiecko-rumuńskich do obrony swoich zdobyczy. Operacja uratowała Sewastopol na pewien czas, jednak przyczółki te zostały zlikwidowane w maju 1942 roku.
Po porażce pierwszego natarcia na Sewastopol oddziały niemiecko-rumuńskie zdecydowały się na oblężenie miasta do połowy 1942 roku, kiedy zaatakowały one okrążone siły radzieckie. 7 czerwca 1942 roku rozpoczęła się operacja „Störfang”. Siły Armii Czerwonej i Floty Czarnomorskiej znajdowały się pod ciężkim bombardowaniem państw Osi przez wiele tygodni. Luftwaffe odegrała znaczącą rolę w oblężeniu miasta. Z powodu braku wsparcia artyleryjskiego Luftwaffe przeprowadzała udane naloty powietrzne w celu wsparcia sił lądowych. Ostatecznie, 4 lipca 1942 roku, ostatnie oddziały radzieckie skapitulowały i państwa Osi zajęły port. Obydwie strony poniosły ciężkie straty podczas walk.
Po zlikwidowaniu wojsk Armii Czerwonej na Krymie państwa Osi zwróciły ponownie swoją uwagę na wielką ofensywę letnią tego roku, operację „Fall Blau” i ich natarcie na pola naftowe na Kaukazie.

## Przygotowania i siły obu stron

### Związek Radziecki
Po upadku Odessy dowództwo radzieckie starało się za wszelką cenę nie dopuścić do zajęcia drugiego ważnego portu czarnomorskiego, jakim był Sewastopol. Na nieszczęście dla Rosjan dowódcą 11 Armii, której powierzono zdobycie Krymu i Sewastopola, był gen. Erich von Manstein – jeden z najzdolniejszych dowódców Wehrmachtu.
Przygotowując się do walki o Sewastopol, Rosjanie zorganizowali trzy pasy obrony. Pierwszy znajdował się w granicach miasta i portu wojennego, ciągnąc się od wzgórza Sapun do Zatoki Strzeleckiej i był silnie ufortyfikowany. Drugi pas, czyli główna rubież obrony, obejmował linię Bastion Makenzie do Bałakławy. Trzeci, najbardziej zewnętrzny pas obrony, rozciągał się od Balbek do Tamary. Rejon Tamary na południowym wschodzie był osłaniany przez pasmo górskie, które Rosjanie uważali za nie do zdobycia. Na Krymie znajdowała się Samodzielna Armia Nadmorska gen. Iwana Pietrowa oraz 51 Samodzielna Armia gen. Fiodora Kuzniecowa (w listopadzie dowództwo objął gen. Paweł Batow). Jednostki gen. Pietrowa zostały ewakuowane z Odessy i dopiero około 18 października zaczęły przybywać w wyznaczone rejony. Rosjanie dysponowali łącznie 12 dywizjami strzeleckimi i czterema dywizjami kawalerii. Na północy w rejonie Przesmyku Perekopskiego znajdowało się pięć dywizji, cztery w rejonie Iszuń i jedna w rejonie Przesmyku Czongarskiego. Całością sił obrony lądowej i morskiej od 22 października dowodził wiceadm. Gordiej Lewczenko.

### Państwa Osi
Siły niemieckie składały się z 11 Armii, która dysponowała XXX, LIV, XXXXII Korpusem Armijnym oraz rumuńskim Korpusem Górskim, którego dowódcą był gen. Gheorghe Avramescu. Łącznie Niemcy mieli 10 dywizji piechoty, dwie rumuńskie brygady górskie i brygadę kawalerii. Gen. Manstein miał dość skromne siły pancerne, więc wszystkie jednostki pancerne, w tym rumuńskie, zostały zorganizowane w Brygadę Zmotoryzowaną „Zigler”.

## Przebieg walk w 1941 roku

### Pierwsze walki
Pierwsze natarcie gen. Mansteina rozpoczęło się 18 października. Niemcy zdołali zdobyć pozycje przeciwnika w rejonie Przesmyku Perekopskiego i Iszuń oraz Czongar. Już 22 października Rosjanie musieli się wycofać w głąb Krymu. Niemiecki atak doprowadził do rozcięcia radzieckiej obrony. Samodzielna Armia Nadmorska gen. Pietrowa została zepchnięta do Sewastopola i tam zamknięta przez LIV i XXX Korpus Armijny, natomiast XXXXII Korpus Armijny i część rumuńskiego Korpusu Górskiego skierowała się na południowy wschód, ścigając wycofującą się 51 Armię. Rosjanie musieli się wycofać aż do rejonu Teodozja – Kercz, praktycznie tracąc możliwość zorganizowania jednolitej obrony Krymu. Stało się jasne, że po zlikwidowaniu 51 Armii Sewastopol pozostanie jedynym punktem obrony, a zaopatrzenie będzie docierało tylko drogą morską.
Gen. Manstein podjął próbę zdobycia Sewastopola z marszu. Ciężkie walki rozpoczęły się 2 listopada. W centrum atakowały 22, 132 i 50 Dywizja Piechoty oraz Brygada Zmotoryzowana „Zigler”. Na południu nacierały niemiecka 72 Dywizja Piechoty oraz rumuńska 1 Brygada Zmototoryzowana. Do walki o miasto przystąpiło 52 tys. żołnierzy, 90 czołgów, 170 dział i 100 samolotów. Rosjanie wystawili podobne siły, ze wsparciem artyleryjskim jednostek Floty Czarnomorskiej. Właśnie działania okrętów miały się przyczynić do niepowodzenia działań Niemców. Walki trwały do 9 listopada. Manstein odniósł największy sukces w rejonie Bastionu Makenzie, gdzie działania prowadziła 50. Dywizja Piechoty, oraz na północy.
72 Dywizja Piechoty rozpoczęła swój atak 11 listopada. Niemcy odnieśli duży sukces – okrążono 149. pułk, który poniósł duże straty. Kontrnatarcie 154. pułku sprawiło jednak, że Rosjanie zdołali ponownie zorganizować jednolitą linię obrony. Rankiem 12 listopada 72 Dywizja Piechoty przesunęła się zaledwie o 5 km w kierunku Bałakławy. Natarcie wygasło przy zaciętej obronie Rosjan.
Sukcesem natomiast zakończyło się natarcie 170, 73 i 24 Dywizji Piechoty (XXXXII Korpus Armijny), wspierane przez rumuńską 1 Brygadę Górską. Niemcom udało się ostatecznie zepchnąć 51 Armię z Kerczu i Dowództwo Wojsk Krymu (utworzone 22 października) wydało rozkaz o ewakuacji. Ocalałe oddziały gen. Kuzniecowa 16 listopada rozpoczęły ewakuację na Półwysep Tamański. Sytuacja na Półwyspie Kerczeńskim nie była jednak stabilna. Niemcom nie udało się rozbić 51 Armii. Rosjanie ponieśli wprawdzie duże straty, ale należało się spodziewać, że dowództwo Frontu Zakaukaskiego wkrótce przystąpi do kontrofensywy.

### Walki o Kercz i Teodozję

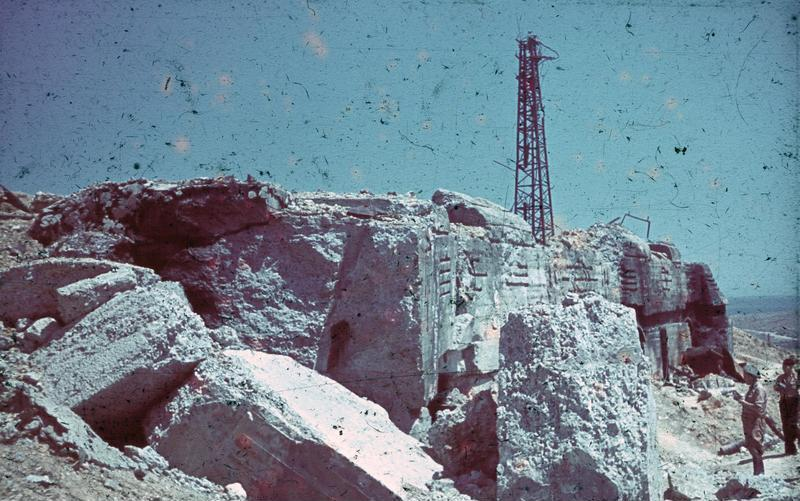
Ruiny Sewastopola w 1942 roku

7 grudnia Kwatera Główna wydała dowódcy Frontu Zakaukaskiego gen. Dmitrijowi Kozłowowi rozkaz wysadzenia desantu morskiego na Półwyspie Kerczeńskim. Na opracowanie jej przewidziano dwa tygodnie, co już na samym początku stawiało powodzenie całej akcji pod znakiem zapytania. Rosjanie zamierzali siłami 51 Armii gen. Władimira Lwowa wyzwolić wschodnią część Półwyspu Kerczeńskiego oraz port Kercz, natomiast oddziały 44 Armii gen. Aleksieja Pierwuszina podzielone na dwa zgrupowania miały zostać wysłane w rejon portu Teodozja. Zadaniem pierwszego zgrupowania było wyzwolenie Teodozji i przesmyku Ak-Monaj, drugiego zaś, które miało lądować dalej na wschód – opanowanie Opuk i połączenie się z 51 Armią lądującą w rejonie Kerczu. Dla osłony lądującej piechoty i transportu wyznaczono Flotę Czarnomorską (miała transportować 44 Armię) i Flotyllę Azowską (miała transportować 51 Armię). W desancie miało wziąć udział łącznie sześć dywizji, dwie samodzielne brygady strzeleckie oraz dwa górskie pułki strzeleckie. Dawało to łącznie 42 tys. żołnierzy, którzy otrzymali wsparcie 198 dział, 256 moździerzy i 43 czołgów.
Niemieckie siły w tym rejonie składały się z 46 Dywizji Piechoty oraz rumuńskich 8 Brygady Kawalerii i 4 Brygady Górskiej, które utworzyły grupę „Korne”, dowodzoną przez płk. Radu Korne. Niemcy i Rumuni mogli wystawić 25 tys. żołnierzy. 29 grudnia w rejon walk została przerzucona 73 Dywizja Piechoty, która wzmocniła siły niemieckie.
Operacja desantowa miała się rozpocząć 21 grudnia, jednak do tego nie doszło. Gen. Manstein właśnie rozpoczął (17 grudnia) kolejne natarcie na Sewastopol i Rosjanie musieli wysłać w ten rejon okręty Floty Czarnomorskiej. Desant planowano wysadzić 26 grudnia w rejonie Kerczu i 29 grudnia w rejonie Teodozji. Wyznaczając dwa odległe terminy desantu Rosjanie sami pozbawili się atutu, jakim było zaskoczenie przeciwnika. Nie dysponowano jednostkami desantowymi, które mogłyby przetransportować żołnierzy. Piechota przemieszczająca się na pokładach niszczycieli lub patrolowców miała schodzić na ląd po trapach lub w portach. Część żołnierzy płynęła w łodziach holowanych za okrętami. Gdy zespół 51 Armii napotkał sztorm, większość łodzi została zalana przez fale lub zerwała się z holu. Z tego powodu lądowanie 51 Armii nie było zaskoczeniem dla Niemców. Rosjanie zaplanowali lądowanie w pięciu rejonach, lecz tylko w dwóch (Ziuk i Chroni) zdołano wysadzić piechotę na brzeg. Pomimo dużych strat udało się wysadzić desant w rejonie Kamysz-Burana. W nocy 27 grudnia desantowano kolejne oddziały (pierwszego dnia z 7 tys. żołnierzy zaledwie 1,5 tys. znalazło się na lądzie, reszta zginęła), a do południa 29 grudnia w rejonie Kerczu znalazła się cała 51 Armia. Rankiem 29 grudnia w rejonie Teodozji rozpoczęło się lądowanie 44 Armii. Przebiegło ono bez większych strat i stosunkowo szybko utworzono przyczółki. Na wieść o lądowaniu w Zatoce Teodozyjskiej Niemcy postanowili się wycofać. 73 Dywizja Piechoty oraz Rumuni utworzyli linię obrony w rejonie Nowa Parkowa i Koktebel oraz obsadzili ważny przesmyk Ak-Monaj. Niemcy zamknęli drogę do Sewastopola i ich obrona nie została naruszona przez Rosjan. Szczupłość sił, jakimi Manstein dysponował na Krymie, była aż nadto widoczna. Straty 73 Dywizji Piechoty wyniosły ok. 2 tys. zabitych i rannych, Rumuni stracili 330 zabitych i 800 rannych. Straty radzieckie poniesione w operacji desantowej i walkach o Kercz i Teodozję wyniosły do 15 tys. zabitych i rannych.

### Ostatnie uderzenie Mansteina na Sewastopol w 1941 roku
Przed kolejnym natarciem gen. Manstein starał się skoncentrować jak najwięcej świeżych jednostek. Jedynymi uzupełnieniami, jakie mógł otrzymać, były oddziały ciężkiej artylerii. W rejon Sewastopola skierowano kilka baterii wyposażonych w ciężkie moździerze 305 i 350 mm. Ogień z nich powodował duże zniszczenia w mieście, jednak nie było to wzmocnienie znaczące. W Sewastopolu Rosjanie dysponowali 95, 79, 2 Dywizją Strzelecką oraz 7 i 8 Brygadą Piechoty Morskiej. Główne uderzenie miały wykonać 22, 132 i 50 Dywizja Piechoty z LIV Korpusu Armijnego. Natarcie rozpoczęło się atakiem 22 i 132 Dywizji Piechoty w rejonie Duwankoj i Mekenzijewy Gory, które były bronione przez 95 i 79 Dywizję Strzelecką. Niemiecki atak przełamał linię obrony tak, że Niemcy znaleźli się w rejonie zatoki Siewiernaja. Dowódca Frontu Zakaukaskiego otrzymał rozkaz wysłania do Sewastopola jednostek odwodowych. Rankiem na pokładach okrętów do portu przerzucono 79 Samodzielną Brygadę Piechoty Morskiej płk. A. Potapowa, a wieczorem 345 Dywizję Strzelecką ppłk. N. Guzia, które natychmiast ruszyły do walki. Świeże jednostki zatrzymały niemieckie postępy w rejonie zatoki Siewiernaja i 23 grudnia Niemcy musieli wstrzymać atak. W walkach ponownie dużą rolę odegrały okręty Floty Czarnomorskiej, które skutecznie ostrzeliwały pozycje niemieckie. Gen. Manstein postanowił jednak wykorzystać nadchodzące tygodnie, aby staranniej przygotować się do ostatecznego szturmu na Sewastopol.

## Walki w 1942 roku

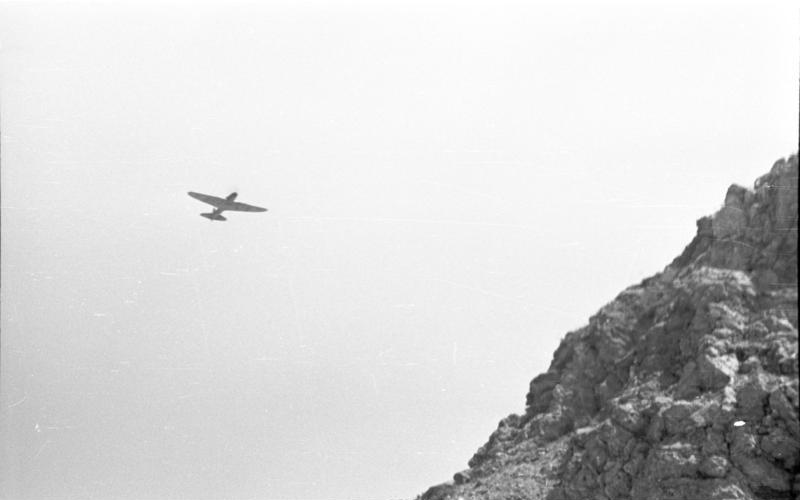
Radziecki samolot szturmowy Ił-2 przelatujący nad niemieckimi pozycjami w pobliżu Kerczu, maj 1942 roku

28 stycznia 1942 roku Rosjanie utworzyli Front Krymski, który był dowodzony przez gen. Dmitrija Kozłowa. Należały do niego 51, 47 i 44 Armia. Organizacja obrony Sewastopola się nie zmieniła, powstał jedynie Sewastopolski Rejon Umocniony jako centrum dowodzenia obroną miasta. Radziecka Kwatera Główna skierowała na Krym gen. P. Wiecznego i komisarza Lwa Mechlisa, których zadaniem było zorganizowanie przyszłych operacji ofensywnych, mających doprowadzić do odblokowania Sewastopola. Rosjanie zamierzali za wszelką cenę nie dopuścić do upadku miasta. Manstein jednak postanowił się lepiej przygotować do walki aniżeli w 1941 roku.

### Zdobycie Kerczu

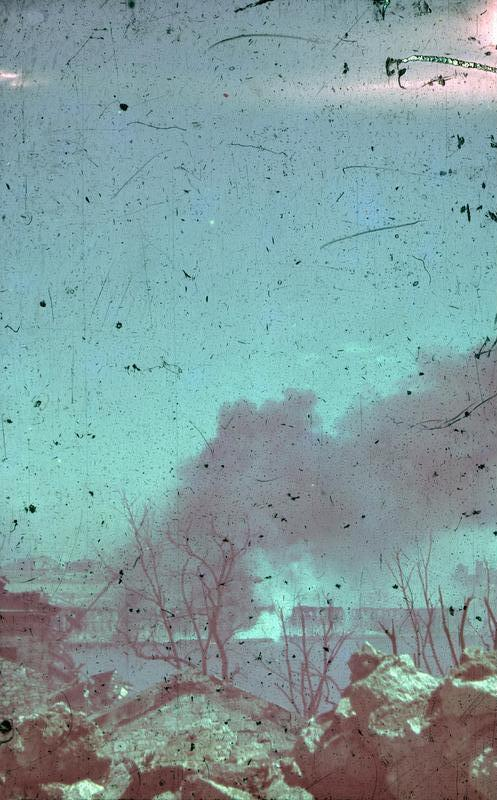
Płonące radzieckie stanowisko obronne koło Sewastopola, lipiec 1942 roku

XXXXII Korpus Armijny (46 i 73 Dywizja Piechoty) 8 maja zaatakował pozycje 44 Armii gen. Stiepana Czerniaka wzdłuż wybrzeża Zatoki Teodozyjskiej. W wyłom miały wejść jednostki VII Korpusu (10 i 19 Dywizja Piechoty, 22 Dywizja Pancerna i rumuńska 8 Dywizja Kawalerii). Rosjanie nie zdołali zatrzymać Niemców i dwie dywizje strzeleckie musiały się wycofać. Atak był tak silny, że wieczorem 8 maja obrona 44 Armii została przerwana na długości ok. 5 km i głębokości ponad 8 km. Następnie 170 Dywizja Piechoty i znajdująca się w centrum 73 Dywizja Piechoty rozpoczęły natarcie na północ w kierunku Morza Azowskiego, a 46 Dywizja Piechoty nadal nacierała wzdłuż wybrzeża. Przełamanie pozycji obronnej oznaczałoby wyjście na tyły 51 i 47 Armii. Ich dowódcy – gen. Lwow i gen. Kołganow, zdawali się nie dostrzegać zagrożenia. Rankiem 10 maja dowódca Frontu Krymskiego wydał rozkaz, aby obie armie oderwały się od nieprzyjaciela, wycofały się w rejon Wału Tureckiego i tam zorganizowały na nowo obronę. Rozkazy te nie zostały wykonane i w południe 11 maja w rejonie Ak-Monaj Niemcy zamknęli w okrążeniu jednostki 47 i 51 Armii. Rankiem 13 maja zdołali przerwać obronę w środkowej części Wału Tureckiego. Następnego dnia pierwsze oddziały niemieckie znalazły się na południe od Kerczu. W trakcie tych decydujących dni Kwatera Główna wydała rozkaz, aby marsz. Siemion Budionny jako dowódca Frontu Północnokaukaskiego próbował zorganizować obronę. Ten jednak nie zrobił nic, aby ratować sytuację. Skala, siła i szybkość niemieckiego ataku całkowicie sparaliżowała działania radzieckich dowódców. 15 maja Kercz został zajęty. Jednostki Floty Czarnomorskiej zdołały ewakuować ok. 23 tys. żołnierzy (oficjalne dane mówią o 120 tys.). Część żołnierzy skryła się w górach, gdzie prowadziła działania partyzanckie. Ostatnie duże zgrupowanie zostało zniszczone w październiku 1942 roku. W działaniach tych brali udział też żołnierze rumuńskiej 4 Brygady Górskiej. W czasie walk o Kercz Niemcy wzięli do niewoli 90 tys. żołnierzy radzieckich; sama rumuńska 8 Dywizja Kawalerii wzięła 30 800 jeńców, tracąc zaledwie 988 żołnierzy poległych i rannych. Klęska Frontu Krymskiego była dużym ciosem dla Rosjan.

### Upadek Sewastopola
Wieczorem dowódca obrony Sewastopolskiego Rejonu Umocnionego wiceadm. Oktiabrski otrzymał rozkaz usunięcia „wszelkich niedociągnięć w obronie Sewastopola”. Stalin i Kwatera Główna jednoznacznie dali do zrozumienia, że klęska, jaka spotkała Front Krymski, nie może się powtórzyć. Dowództwo obrony Sewastopola zostało podporządkowane Frontowi Północnokaukaskiemu marsz. Budionnego, ponieważ Front Krymski został rozwiązany. Rosjanie mieli do obrony siedem dywizji strzeleckich: 25, 95, 109, 172, 345, 386 i 388 Dywizję Strzelecką, pięć brygad piechoty: 7, 8 i 79 Samodzielną Brygadę Piechoty Morskiej oraz 138 i 142 Brygadę Strzelecką. Dawało to łącznie 106 625 żołnierzy (70 batalionów strzeleckich), 600 dział i moździerzy oraz 38 czołgów. Niemcy i Rumuni do zdobycia Sewastopola skierowali LIV Korpus Armijny (22, 24, 50 i 132 Dywizja Piechoty), XXX Korpus Armijny (72, 28 i 170 Dywizja Piechoty) oraz rumuński Korpus Górski (1 Dywizja Górska oraz 18 Dywizja Piechoty). Manstein w ataku na Sewastopol dysponował 203 800 żołnierzami, 450 czołgami, 670 działami kalibru od 75 do 600 mm, 720 moździerzami i 655 armata przeciwlotniczymi. W rejon walk zostało sprowadzone działo „Dora” kalibru 800 mm. 5 czerwca zostało ono ustawione na stanowisku w rejonie Bartinijewki, 16 km od zatoki Siewiernaja. Działo oddało 48 salw. Pociski miotane z „Dory” ważyły 7100 kg. 14 maja gen. Manstein wydał rozkaz nr 2057 nakazujący przystąpienie do operacji „Störfang”. 2 czerwca Niemcy rozpoczęli ostrzał artyleryjski i bombardowania lotnicze. 7 czerwca o godz. 2:30 ruszył atak na pozycje Rosjan.

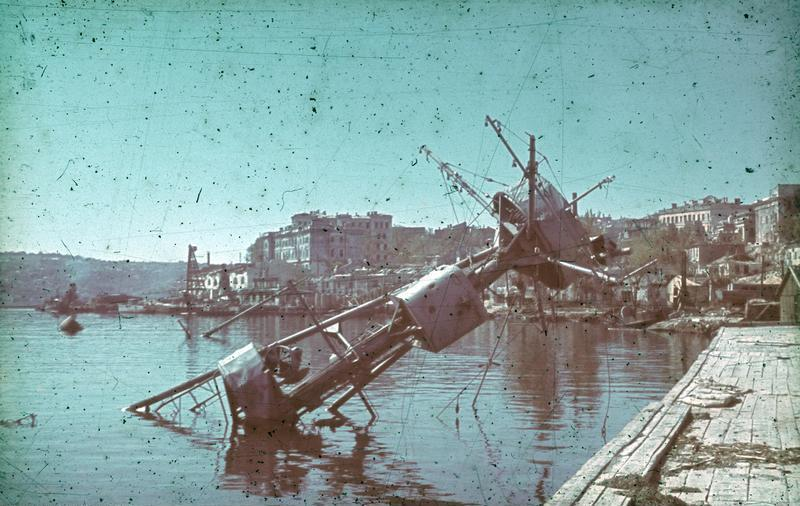
Widoczny maszt zatopionej „Czerwonej Ukrainy” w Sewastopolu w 1942 roku

Obrona Sewastopola została zorganizowana w następujący sposób: pierwszy sektor (na południe od miasta) broniony był przez 109 i 388 Dywizję Strzelecką; drugi znajdował się między Gaitani a wzgórzem Sapun i broniły go 386 Dywizja Strzelecka oraz 7 i 8 Samodzielna Brygada Piechoty Morskiej; trzeci z nich obejmował rejon Gaitani oraz część zatoki Siewiernaja i broniony był przez 25 Dywizję Strzelecką, 79 Samodzielną Brygadę Piechoty Morskiej oraz 2. i 3. pułk piechoty morskiej, które były zorganizowane z załóg okrętów Floty Czarnomorskiej. Czwarty sektor, broniony przez 95 i 172 Dywizję Strzelecką, obejmował rejon na zachód od zatoki Siewiernaja. W odwodzie znajdowały się 345 Dywizja Strzelecka i jeden pułk z 388 Dywizji Strzeleckiej. Niemcy rozstawili swoje siły w następujący sposób: pierwszy sektor znajdował się w rejonie operacyjnym 170, 28 i 72 Dywizji Piechoty, obronę drugiego miały przełamać rumuńska 1 Dywizja Górska i 18 Dywizji Piechoty, trzeci rejon miała atakować niemiecka 24 Dywizja Piechoty (po rozpoczęciu ataku skierowano w ten rejon też rumuńską 4 Dywizję Górską), natomiast czwarty – 132, 22 i 50 Dywizja Piechoty.

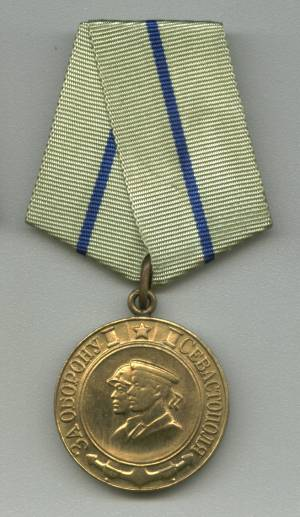
Medal „Za obronę Sewastopola”

Natarcie XXX Korpusu Armijnego rozpoczęło się równocześnie z atakiem rumuńskiego Korpusu Górskiego. Rosjanie stawili zacięty opór. Pierwszego dnia walk rumuńska 18 Dywizja Piechoty straciła 465 zabitych. Rosjanie zdołali utrzymać swoje główne pozycje. Największe postępy Niemcy osiągnęli w pasie działania LIV Korpusu Armijnego. Do 18 czerwca wszystkie trzy dywizje zdołały zepchnąć radzieckie jednostki aż do zatoki Siewiernaja. Niemiecka 170 Dywizja Piechoty i rumuńska 1 Dywizja Górska toczyły zacięte boje o miejscowość Kmamary oraz Wzgórza Fieduckie. Obrona radziecka w tym sektorze została przełamana 21 czerwca. Od 14 do 25 czerwca Rumuni prowadzili walki w rejonie Bastionu nr 2 i wprowadzenie odwodowej 4 Dywizji Górskiej przyniosło im zwycięstwo. Po zdobyciu Bastionu nr 2, 1 i 4 Dywizja Górska oraz 18 Dywizja Piechoty ruszyły w kierunku Bałakławy, gdzie 30 czerwca razem ze 170 i 28 Dywizją Piechoty zdołały złamać obronę 7 i 8 Samodzielnej Brygady Piechoty Morskiej i wyszły na południe od Sewastopola. 26 czerwca Rosjanie przerzucili do Sewastopola 142 Brygadę Strzelecką, a z jednostek NKWD (456. pułk NKWD i 26. pułk NKWD) utworzono jednostki frontowe i skierowano je do walki. Te słabe oddziały na krótko poprawiły sytuację na froncie. 29 czerwca oddziały niemieckiej 72 Dywizji Piechoty zajęły wzgórze Sapun, o które toczyły zażarte walki. Żołnierze niemieccy i radzieccy przez ostatnie trzy dni walczyli jedynie na bagnety i granaty. Po zdobyciu wzgórza dowódca niemieckiej dywizji miał powiedzieć: „Nigdy nie spotkałem się z takim oporem w walkach po obu walczących stronach”. Decydująca okazała się noc z 30 czerwca na 1 lipca. Oddziały 28 i 50 Dywizji Piechoty osiągnęły przedpola miasta. Dowodzący obroną miasta wiceadm. Oktiabrski doskonale zdawał sobie sprawę z sytuacji. Już rankiem 30 czerwca wysłał do dowództwa Frontu Północnokaukaskiego szyfrogram, w którym napisał, że obrona potrwa jeszcze ok. 2–3 dni. Budionny od razu poinformował o tym Kwaterę Główną. Wieczorem nadszedł rozkaz nakazujący przystąpić do ewakuacji. Z Sewastopola do zatok Strieleckiej i Kamyszewej wycofano jedynie 2 tys. żołnierzy ze 109 Dywizji Strzeleckiej i 1,5 tys. ze 149 Brygady Strzeleckiej. 3 lipca ostatnia radziecka linia obrony została przełamana, a następnego dnia oddziały niemieckie zajęły miasto łącznie z portem, co doprowadziło do kapitulacji broniących się jednostek Armii Czerwonej.
Rosjanie oficjalnie obliczyli straty niemiecko-rumuńskie na 60 000 zabitych. W rzeczywistości straty niemieckie w bitwie o Sewastopol wyniosły: 4337 zabitych, 21 177 rannych oraz 1591 zaginionych, zaś straty rumuńskie wyniosły: 1597 zabitych, 6580 rannych oraz 277 zaginionych. Straty radzieckie obliczane są na 18 000 zabitych, 5000 rannych oraz 95 000 jeńców.